# روشان
روشان جماعت و شهرکی در جنوب شرقی کشور تاجیکستان است که در ناحیهٔ روشان ولایت مختار کوهستان بدخشان قرار دارد. جمعیت این جماعت ۵۵۸۷ است.